# Danh sách chi của Geometridae: U
Dưới đây là danh sách các chi của họ bướm đêm Geometridae:
A B C D E F G H I J K L M N O P Q R S T U V W X Y Z
- Uliocnemis
- Uliura
- Ultralcis
- Upenora
- Uranodoxa
- Urapterydia
- Urepione
- Urocalpe
- Urolitha
- Urolophia
- Urospila
- Urostola
- Urucumia
- Ustocidalia